# Burgkapelle St. Galli
Die Burgkapelle St. Galli (auch: St. Galluskirche, Gallenkirche) vor Hannover war im Mittelalter eine dem heiligen St. Gallus gewidmete römisch-katholische Kirche und Kapelle auf der Burg Lauenrode.

## Geschichte
Der St. Galluskirche wurde erstmals im Jahr 1241 gedacht. „Mit aller Wahrscheinlichkeit“ stiftete der welfische Pfalzgraf Heinrich die St. Gallus-Reliquie für die Kapelle der Burg Lauenrode vor Hannover, wodurch Heinrich seiner weltlichen Schutz- und Lehnsherrschaft über Konrad II. Ausdruck verlieh.
Über die Beschaffenheit der Kapelle fehlen schriftliche Überlieferungen. Bekannt ist jedoch, dass dem Kapellan der Kirche als Dotation des Hauptaltars der spätere St. Gallenhof und seine Güter beigegeben wurden.
Die Kapelle diente sowohl den bei der Burg sitzenden Burgmannen und der auf dem Brühl vor Hannover ansässigen Bevölkerung. Außerdem bestand dort eine Kalandsbrüderschaft, die später mit der Marienkapelle in der Calenberger Neustadt vereinigt wurde.
Als die Bürger der Stadt Hannover 1371 die verhasste Burg Lauenrode schleiften – nach Einholung der Erlaubnis bei den sächsischen Herzögen Albrecht und Wenzel –, ließen sie nur die „Schlosskapelle“ St. Gallus stehen, bis ihnen der Bischof von Minden im Folgejahr 1372 auch diesen Abriss und Wiederaufbau an anderer Stelle erlaubte. Die Ausstattung der ehemaligen Burgkapelle ging jedoch erst um 1446 auf den Neubau der St. Gallenkapelle in Hannover über.